# Чемпіонат України з боксу 2018
XXVII Чемпіонат України з боксу серед чоловіків — головне змагання боксерів-любителів в Україні, організоване Федерацією боксу України, що відбувається з 13 по 18 листопада 2018 року в Харкові в Палаці спорту «Локомотив». За результатами чемпіонату планувалося сформувати склад Національної збірної України, що мала брати участь в офіційних кваліфікаційних стартах до Олімпійських ігор 2020.

## Розклад
| Дата         | Час 1 | Час 2 | Раунд                                              |
| ------------ | ----- | ----- | -------------------------------------------------- |
| 12листопада  | 14:00 | 18:00 | Реєстрація учасників / церемонія жеребкування;     |
| 13 листопада | 14:00 | 18:00 | Офіційна церемонія відкриття / попередні поєдинки; |
| 14 листопада | 14:00 | 18:00 | Попередній етап                                    |
| 15 листопада | 14:00 | 18:00 | Чвертьфінали                                       |
| 16 листопада | 14:00 | 18:00 | Чвертьфінали                                       |
| 17 листопада | 14:00 | 18:00 | Півфінали                                          |
| 18 листопада | 17:00 | 17:00 | Фінали                                             |

## Медалісти
| Дисципліна                       | Золото           | Срібло                 | Бронза                 |
| -------------------------------- | ---------------- | ---------------------- | ---------------------- |
| до 49 кг, чоловіки докладніше    | Назар Куротчин   | \| Євгеній Овсянніков  | Владислав Сидоренко    |
| до 49 кг, чоловіки докладніше    | Назар Куротчин   | \| Євгеній Овсянніков  | Анар Умудов            |
| до 52 кг, чоловіки докладніше    | Дмитро Замотаєв  | Ростислав Білостоцький | Максим Фатич           |
| до 52 кг, чоловіки докладніше    | Дмитро Замотаєв  | Ростислав Білостоцький | Андрій Тишковець       |
| до 56 кг, чоловіки докладніше    | Микола Буценко   | Владислав Вєтошкін     | Олександр Соломенніков |
| до 56 кг, чоловіки докладніше    | Микола Буценко   | Владислав Вєтошкін     | Станіслав Поляничко    |
| до 60 кг, чоловіки докладніше    | Юрій Шестак      | Станіслав Батій        | Мирослав Гончар        |
| до 60 кг, чоловіки докладніше    | Юрій Шестак      | Станіслав Батій        | Дмитро Черняк          |
| до 64 кг, чоловіки докладніше    | Ярослав Харциз   | Олександр Меленюк      | Юрій Шепелюк           |
| до 64 кг, чоловіки докладніше    | Ярослав Харциз   | Олександр Меленюк      | Тимур Беляк            |
| до 69 кг, чоловіки докладніше    | Євген Барабанов  | Максим Пилипець        | Віктор Петров          |
| до 69 кг, чоловіки докладніше    | Євген Барабанов  | Максим Пилипець        | Ярослав Самофалов      |
| до 75 кг, чоловіки докладніше    | Олександр Хижняк | Олексій Токарчук       | Андрій Тимошенко       |
| до 75 кг, чоловіки докладніше    | Олександр Хижняк | Олексій Токарчук       | Микита Якимчук         |
| до 81 кг, чоловіки докладніше    | Степан Грекул    | Данило Жасан           | Андрій Ісаков          |
| до 81 кг, чоловіки докладніше    | Степан Грекул    | Данило Жасан           | Максим Коц             |
| до 91 кг, чоловіки докладніше    | Рамазан Муслімов | Сергій Горсков         | Дмитро Лісовий         |
| до 91 кг, чоловіки докладніше    | Рамазан Муслімов | Сергій Горсков         | Роберт Мартон          |
| понад 91 кг, чоловіки докладніше | Віктор Вихрист   | Ігор Шевадзуцький      | Олександр Бабич        |
| понад 91 кг, чоловіки докладніше | Віктор Вихрист   | Ігор Шевадзуцький      | Андрій Городецький     |